# Czerwonak (gmina)
Czerwonak – gmina wiejska w województwie wielkopolskim, w powiecie poznańskim. W latach 1975–1998 znajdowała się w województwie poznańskim. Jej siedzibą jest Czerwonak.
Według danych z 2017 roku gminę zamieszkiwało 27 450 osób.

## Charakterystyka
Na terenie gminy znajdują się Koziegłowy – jedna z największych wsi w Polsce pod względem liczby ludności. Jest to rejon atrakcyjny turystycznie (między innymi ze względu na bliskość Puszczy Zielonki, czy też najwyższego wzniesienia w okolicy, jakim jest Dziewicza Góra, leżąca 143 m n.p.m., z której rozciąga się ładna panorama na północną część Poznania). We wschodniej części wsi Czerwonak, na skarpie pod Puszczą Zielonką, przy trasie Poznań – Wągrowiec zlokalizowany został w latach osiemdziesiątych zespół budynków, stanowiący wraz z pięcioma budynkami zakładowymi przy ul. Słonecznej Osiedle Przylesie. Charakterystycznymi cechami, które wyróżniają gminę Czerwonak spośród gmin wiejskich są: wysoki stopień urbanizacji oraz wysoka gęstość zaludnienia, wynosząca 280 osób/km². Na uwagę zasługuje również wysoka lesistość – Park Krajobrazowy Puszcza Zielonka oraz Dolina Warty zajmują ponad 39% powierzchni gminy. Większość zachowanych zabytków w gminie to przykłady typowego budownictwa wiejskiego. Na szczególną uwagę zasługuje wieś Owińska z kościołem, który projektował Pompeo Ferrari (współtwórca m.in. Fary Poznańskiej), zabudowaniami pocysterskiego zespołu klasztornego i zespołu pałacowego niemieckiej rodziny von Treskow. Przez gminę przebiegają także szlak kościołów drewnianych, szlak cysterski, Wielkopolska Droga św. Jakuba, na których zachowało się wiele historycznych budowli.

## Struktura powierzchni
Według danych z roku 2002 Gmina Czerwonak ma obszar 82,24 km², w tym:
- użytki rolne: 44%
- użytki leśne: 40%

Gmina stanowi 4,33% powierzchni powiatu.

## Demografia
Dane z 31 grudnia 2009:
| Opis                              | Ogółem | Ogółem | Kobiety | Kobiety | Mężczyźni | Mężczyźni |
| --------------------------------- | ------ | ------ | ------- | ------- | --------- | --------- |
| Jednostka                         | osób   | %      | osób    | %       | osób      | %         |
| Populacja                         | 25 455 | 100    | 13 066  | 51,3    | 12 389    | 48,7      |
| Gęstość zaludnienia [mieszk./km²] | 310    | 310    | 159     | 159     | 151       | 151       |

- Piramida wieku mieszkańców gminy Czerwonak w 2014 roku[4].

Według danych GUS na dzień 31 grudnia 2021 liczba ludności w gminie wynosiła 27 863 osób.

## Transport
Przez gminę przebiega droga wojewódzka nr 196: Poznań – Murowana Goślina – Wągrowiec oraz linia kolejowa Poznań – Murowana Goślina – Wągrowiec – Gołańcz (obsługiwana obecnie przez Koleje Wielkopolskie).
Komunikację autobusową w gminie organizuje ZTM Poznań, w którego imieniu działa dwóch przewoźników: gminny Transkom Czerwonak oraz MPK Poznań.

## Sołectwa
Annowo, Bolechowo, Bolechówko, Czerwonak, Dębogóra, Koziegłowy, Mielno, Miękowo, Owińska, Potasze, Promnice, Szlachęcin, Trzaskowo, Bolechowo-Osiedle, Kicin.

## Pozostałe miejscowości
Kliny, Ludwikowo.

## Sąsiednie gminy
Murowana Goślina, Pobiedziska, Poznań, Suchy Las, Swarzędz